# Verizon 200
Le Verizon 200 at the Brickyard (en abrégé Verizon 200) est une course automobile de véhicules type stock-car, organisée chaque année par la NASCAR comptant pour le championnat des NASCAR Cup Series. Elle se tient sur le circuit routier de l'Indianapolis Motor Speedway de Speedway dans l'état de l'Indiana aux États-Unis.
La course inaugurale a eu lieu en 2021 et elle a remplacé celle du Brickyard 400 disputée sur le circuit ovale entre 1994 et 2020. Elle a une longueur de 200 milles (321,869 km). La configuration utilisée est la plus récente et correspond à celle précédemment utilisée pour le Grand Prix de Formule 1 des États-Unis et actuellement utilisée pour le Grand Prix IndyCar GMR. 
Le terme Brickyard fait référence au surnom historique du circuit. La piste du circuit originel était en fait composée d'un mélange collant de gravier, de calcaire, de goudron et d'huile d'asphalte mais ce revêtement était la cause de nombreux accidents parfois mortels. à la Suite de plusieurs décès, dont un chauffeur, un mécanicien et des spectateurs, l'American Automobile Association avait menacé de boycotter le circuit. Le p^ripriétaire du circuit accepte alors de repaver la piste à l'aide de 3,2 millions de briques. Elle est inaugurée lors de l'Indianapolis 500 de 1911. C'est ce revêtement en briques qui donnera son surnom au circuit, le Brickyard. Au fil du temps, les briques seront recouvertes d'asphalte. Actuellement il n'y a plus qu'une seule bande large d'un yard visible sur le circuit. Cette bande constitue la ligne de départ/d'arrivée actuelle.

## Histoire
La première édition sur le circuit routier a lieu le 15 août 2021 et est dénommée le Verizon 200 at the Brickyard 2021 (en). Elle a lieu après celles d'IndyCar Series et d'Xfinity Series disputées la veille sur le circuit routier. Elle est remportée en prolongation par le spécialiste des circuits routier A. J. Allmendinger. La course était une des six sur circuit routier de la saison 2021.
Même si la NASCAR n'a pas révélé les chiffres exacts, l'Internation Motor Speedway avait annoncé avoir réalisé une prévente de 50 000 à 60 000 tickets.
La deuxième édition a lieu le 31 juillet 2022 et a vu la victoire en prolongation de Tyler Reddick.

## Caractéristiques du circuit routier
| - Course : - Longueur : 200 milles (321,869 km) - Nombre de tour : 82 - Segment 1 : 15 tours - Segment 2 : 20 tours - Segment 3 : 47 tours | - Piste : - Revêtement : asphalte et briques - Longueur circuit : 2,439 milles (3,925 km) - Nombre de virages : 14 - Record du tour : Chase Briscoe lors du Verizon 200 de 2021 en 1 min 30 s 176 au volant d'une Ford Mustang GT NASCAR |

## Palmarès
| Année | Date       | No | Pilote             | Écurie                   | Châssis   | Course | Course            | Course          | Course            | Note       | Réf.   |
| ----- | ---------- | -- | ------------------ | ------------------------ | --------- | ------ | ----------------- | --------------- | ----------------- | ---------- | ------ |
| Année | Date       | No | Pilote             | Écurie                   | Châssis   | Tours  | Miles (km)        | Durée           | Moyenne (miles/h) | Note       | Réf.   |
| 2021  | 15 août    | 16 | A. J. Allmendinger | Kaulig Racing (en)       | Chevrolet | 95*    | 231,705 (372,875) | 3 h 20 min 59 s | 69,171            | ,          | [ 10 ] |
| 2022  | 31 juillet | 08 | Tyler Reddick      | Richard Childress Racing | Chevrolet | 86*    | 209,754 (337,55)  | 2 h 40 min 18 s | 75,511            | [ Note 2 ] | [ 11 ] |
| 2023  | 13 août    | 34 | Michael McDowell   | Front Row Motorsports    | Ford      | 82     | 199,998 (321,866) | 2 h 09 min 59 s | 92,319            | -          | [ 12 ] |

Notes : 
1. ↑  La course se dispute pour la 1re fois de l'histoire de la NASCAR sur le circuit routier. Elle est également raccourcie à 400 km (248,548 mi).
2. 1 2  Course prolongée en overtime à la suite d'un drapeau jaune avant l'entame du dernier tour.

## Pilotes vainqueurs
| Nb Vict. | Pilote             | Saison |
| -------- | ------------------ | ------ |
| 1        | Michael McDowell   | 2023   |
| 1        | Tyler Reddick      | 2022   |
| 1        | A. J. Allmendinger | 2021   |

## Écuries gagnantes
| Nb Vict. | Écurie                   | Saison |
| -------- | ------------------------ | ------ |
| 1        | Front Row Motorsports    | 2023   |
| 1        | Richard Childress Racing | 2022   |
| 1        | Kaulig Racing (en)       | 2021   |

## Victoires par marques
| Nb Vict. | Manufacturier | Saison     |
| -------- | ------------- | ---------- |
| 2        | Chevrolet     | 2021, 2022 |
| 1        | Ford          | 2023       |

## Évolution du logo

2021
2022
2023